# Dr. Feelgood
Dr. Feelgood — британская рок-группа, образовавшаяся в 1971 году в городе Эссексе. Dr. Feelgood, исполнявшие жёсткий рок-н-ролл с элементами блюза и ритм-энд-блюза, близкий к музыке Rolling Stones конца 60-х годов, считаются лидерами второй волны британского паб-рока. Музыкальные критики отмечали с одной стороны — некоторую узость стилистического диапазона группы, с другой — редкую бескомпромиссность и последовательность, с какой Dr. Feelgood следовали своим принципам. Без Dr. Feelgood, отмечает критик Айра Роббинс, не возникло бы ни разветвлённой клубной сети, которой воспользовались впоследствии панк-рокеры, ни перспектив у независимой сцены (один из основных лейблов которой, Stiff, отчасти финансировал Ли Брилло, фронтмен группы), ни «аудитории, восприимчивой к группам, не имеющих в своём арсенале сухого льда и лазерных установок».
Dr. Feelgood имели в Британии и коммерческий успех: сингл Milk and Alcohol в январе 1979 года поднялся до #9 в UK Singles Chart, три их альбома вошли в первую десятку UK Albums Chart, причём концертный Stupidity, в 1976 году возглавил списки.

## История группы
Ли Брилло (англ. Lee Brilleauх, настоящее имя англ. Lee Collinson), Уилко Джонсон (англ. Wilko Johnson: настоящее имя англ. John Wilkinson) и Джон Б. Спаркс (англ. John B. Sparks) образовали Dr. Feelgood в 1971 году, пригласив к участию ударника Джона Мартина (англ. John Martin, экс-Finian's Rainbow). Название (сленговый эвфемизм, означавший героин) было взято из песни Johnny Kidd & The Pirates, хотя считается, что «патент» на него принадлежит блюзмену Вилли Перримену, записывавшемуся под псевдонимом Dr. Feelgood & the Interns.
К концу 1973 года выступления Dr. Feelgood (характерными элементами стиля которых были яростный, душераздирающий вокал и мощные, рваные риффы) сделали группу самой популярной на лондонской паб-сцене. Выбрав из нескольких заинтересовавшихся ими «мэйджоров» United Artists, Dr. Feelgood выпустили дебютный альбом Down by the Jetty, ставший культовым хитом. Второй альбом Malpractice вошел в британский Top 20 (без радио-поддержки: исключительно благодаря концертной репутации), а прорывным стал Stupidity, поднявшийся до #1 в UK Albums Chart. Однако продублировать успех в Америке не удалось, и после выпуска Sneakin’ Suspicion, чувствуя, что панк-рок превращает группу в живой анахронизм, Уилко Джонсон покинул состав. Он образовал группу Solid Senders, а позже присоединился к Иэну Дьюри в The Blockheads.
Некоторое время Джонсона заменял Хенри Маккалох (англ. Henry McCullough), затем постоянным гитаристом стал Джон «Gypie» Майо, дебютировавший на альбоме Be Seeing You (записанном продюсером Ником Лоу), откуда вышли два хит-сингла: «Milk and Alcohol» и «As Long As The Price Is Right». В 1980 году Майо ушёл, устав от непрекращающихся гастролей, (его заменил Джонни Гитар), а два года спустя группу покинули Мартин и Спаркс.
Брилло, постоянно меняя состав, продолжал в том же духе — даже когда в начале 90-х годов узнал, что неизлечимо болен раком. 7 апреля 1994 года, через три месяца после выпуска Down at the Doctor’s, Брилло скончался, завещав перед смертью пост фронтмена на двоих — Питу Гейджу (англ. Pete Gage) и Роберту Кейну (англ. Robert Kane), с которым полностью обновлённый состав продолжает выступать по сей день. В апреле 2007 года Роберт Кейн отпраздновал своё тысячное сценическое выступление в качестве фронтмена группы. Майо, Спаркс и Мартин в середине 80-х образовали The Practice (иногда выступая и как Dr. Feelgood’s Practice).
Ежегодно Dr. Feelgood дают у себя дома на Кэнви Айленде в Эссексе благотворительный концерт памяти своего лидера (англ. The Lee Brilleaux Birthday Memorial), на который съезжаются музыканты, когда-либо с ним игравшие, друзья, родственники и поклонники группы. Средства, вырученные от продажи билетов, идут в фонд хосписа Fairhaven’s. 9 мая 2008 года состоялся 15-й концерт памяти Ли, во время которого фэны могли увидеть на одной сцене Филгудов современного состава, Джипи Майо, Пита Гейджа и трёх оригинальных участников группы (Уилко, «Спарко» Спаркса и Джона Мартина aka «Big Figure»).

## Дискография

### Альбомы
- Down by the Jetty (1974)
- Malpractice (1975)
- Sneakin' Suspicion (1975)
- Stupidity (1976, концертный альбом)
- Be Seeing You (1977)
- Private Practice (1978)
- As It Happens (1979, концертный альбом)
- Let It Roll (1979)
- A Case Of The Shakes (1980)
- On The Job (1981, концертный альбом)
- Fast Women And Slow Horses (1982)
- Doctor’s Orders (1983)
- Mad Man Blues (1985)
- Brilleaux (1986)
- Classic (1987)
- Live In London (1990)
- Primo (1991)
- The Feelgood Factor (1993)
- Down At The Doctors (1994, концертный сборник)
- Looking BackFive (1995, CD-трибьют Брилло)
- On The Road Again (1996)
- Twenty Five Years Of Dr Feelgood (1997)
- Chess Masters (2000)[8]
- Speeding Thru Europe (2003)
- Repeat Prescription (2006 студийный сборник новых версий старых песен)[9]